# Marc Bell
Pour les articles homonymes, voir Bellefleur et Bell.
Marc-André Bellefleur, plus connu sous le surnom de Marc Bell, né le 25 mars 1982, est un compositeur, réalisateur, arrangeur et ingénieur du son québécois.

## Biographie
En 2005, en tant que réalisateur, Marc Bell collabore avec Lauryn Hill et les Fugees pour la composition du morceau de Foxy Foxy.
Depuis 2006, il est compositeur et ingénieur du son résident de la compagnie musicale et label Troublemakers Inc.
Cette même année, il collabore avec ses amis de longue date, le mannequin Gabriel Aubry et le compositeur Cristobal Tapia de Veer, pour la création de l'album Volume 1 de Cafe Fuego.
Il compose la musique du film Brick Mansions, produit par Luc Besson en 2014.
En 2016, Il contribue à la création du premier projet de Kroy intitulé Birthday en tant que réalisateur, compositeur, musicien et mixeur.
Il compose avec Gabriel Thibaudeau en 2017 la musique du projet Aura, spectacle son et lumière à la Basilique Notre-Dame de Montréal réalisé par Moment Factory.

## Projets notables
- Album Adouna de Karim Diouf (2014) - réalisateur, musicien, ingénieur du son
- Album Scavenger de Kroy (2017) - réalisateur, musicien, compositeur, ingénieur du son
- EP Birthday de Kroy (2016) - réalisateur, musicien, ingénieur du son
- Album The Garden de Bran Van 3000 - réalisateur, musicien, compositeur, ingénieur du son
- Projet Aura à la Basilique Notre-Dame de Montréal (2017) - compositeur